# Barma (Merkurkrater)
Barma ist ein Krater auf dem Merkur. Sein mittlerer Durchmesser beträgt 128 km. Die Koordinaten des Kraters sind 41,3 Grad Süd und 162,8 Grad West.
Die Internationale Astronomische Union vergab 1982 den Namen zu Ehren des russischen Architekten aus dem 16. Jahrhundert Barma.